# Шлюп (тип парусного вооружения)
Шлюп (англ. sloop) — устоявшийся к середине XIX века тип косого парусного вооружения — одна мачта и два основных паруса, передний (стаксель) и задний (грот).
Различаются по типу грота: бермудские, гафельные, шпринтовые, рейковые и т. д. Дополнительные паруса варьируются в зависимости от времени и места постройки: прямые марсели (XIX век), кливера (нач. XX века), спинакеры (с середины XX века).
В начале XX века шлюпу в Европе допускалось иметь только один стаксель, а в Америке — один или два стакселя. Второстепенным признаком, зависящим от количества передних парусов, служило расположение мачты в районе 1/4 длины по конструктивной ватерлинии (КВЛ) от носа у шлюпа. Шлюпы в отличие от тендеров могли иметь только постоянный бушприт.
Лавировочные качества шлюпа несколько выше, чем у тендера. Поэтому по мере всеобщего признания преимущества удлиненных парусов тендеры строить почти перестали. С тех пор бермудский шлюп повсеместно становится господствующим видом вооружения. В его развитии за последние пятьдесят лет нужно отметить тенденцию увеличения высоты стакселя. Теперь подавляющее большинство шлюпов имеют топовый стаксель или стаксель высотой 3/4 − 7/8 высоты парусности. Мачта при этом переместилась ближе к середине длины яхты.
С XX века подавляющее большинство малых спортивных парусников вооружены бермудскими шлюпами.